# الروض المربع بشرح زاد المستقنع (كتاب)
الرَّوْض المُرْبِع بشرح زاد المستقنع في اختصار المقنع متن فقهي معتمد على مذهب الإمام أحمد بن حنبل.
ألفه شيخ الحنابلة بمصر وخاتمة علمائهم بها أبو السعادات منصور بن يونس البُهُوتِيّ الحنبلي المصري القاهري (ت: 1051 هـ / 1641م).

## نبذة عن الكتاب
أصل كتاب الروض المربع هو كتاب المقنع الذي ألفه الموفق ابن قدامة (ت: 620هـ) في فقه الحنابلة ومن منهجه انه قد يذكر روايتين أو قولين في المسألة، وجرّد الكتاب من الدليل ليتمرن الفقيه على الاجتهاد في المذهب، وعلى التصحيح والبحث عن الدليل.
ثم أتى الإمام شرف الدين موسى بن أحمد الحجاوي ت: 968هـ واختصر كتاب المقنع وحرر مسائله وأسماه (زاد المستقنع في اختصار المقنع)، واقتصر فيه على قول واحد في المسألة باعتبار أنه القول الراجح عند متأخري الحنابلة، بخلاف كتاب المقنع [الأصل]، الذي ربما يذكر روايتين أو وجهين في المسألة.
وأصبح كتاب زاد المستقنع هو العمدة عند المتأخرين، فكُتبت عليه الشروح والحواشي، وقد حوى ما يقارب 6000 مسألة، 3000 مسألة بالنص والمنطوق، والنصف الآخر بالإيماء والمفهوم، ولذلك قال العلماء: "من حفظ الزاد وفهمه، أُهّل للفتوى وللقضاء". وقالوا أيضًا: "متن زاد وبلوغ، كافيان في نبوغ".
ثم جاء شيخ الحنابلة في وقته، الشيخ منصور بن يونس البهوتي ت: 1051هـ فشرح الزاد وأسماه: (الروض المربع)، ومزج فيه المتن بالشرح حتى يكون كتابًا واحدًا بطريقة بديعة، فانتشر انتشارًا واسعًا حتى صار مرجعا عند المتأخرين واصبح مقررًا في الجامعات السعودية
ويعد من أهم الكتب الفقهية على مذهب الإمام أحمد بن حنبل وأكثرها تداولاً.

## قيل عن الكتاب
وكتابُ الروض المربع من أفضل شروح الزاد على الإطلاق تميز بالوضوح والسهولة، وذكر القيود والشروط التي تحتاجها مسائل الزاد، مع تبيين المذهب وتحريره بقدرة فائقة منقطعة النظير، ويقدم في تحريره للمذهب " المنتهى "، ولكن أسلوبه سهل كـ " الإقناع".

## المخطوطات
من النسخ المعتمدة في طبعة ركائز نسخة كتبت سنة 1085هـ بخط أحمد بن محمد اليونين البعلي، وهي محفوظة في دارة الملك عبد العزيز، ضمن مخطوطات الشيخ الرشيد.

## الطبع
طبع الكتاب لأول مرة في دمشق سنة 1305هـ، ثم طبع بعد ذلك عدة مرات.

## الشروح
- «المرتع المشبع في مواضع من الروض المربع» الشيخ فيصل آل مبارك (ت: 1376هـ) في 10 مجلدات.[5]
- «شرح الروض المربع» الشيخ عبدالله بن حميد (ت:1402هـ) في 5 مجلدات.[6]
- «تيسير مسائل الفقه شرح الروض المربع» أ.د. عبدالكريم النملة (ت: 1435هـ) في 5 مجلدات.[7]
- «تسهيل الروض المربع بالأسئلة والأجوبة والتقاسيم والأدلة» تأليف القاضي إسماعيل بن محمد بن جابر الأحمري.[8]
- «التسهيل المقنع في حل ألفاظ الروض المربع» د. كاملة الكواري في 5 مجلدات.[9]
- «شرح الروض المربع» أ.د. خالد المشيقح في 10 مجلدات.[10]
- «التوضيح المقنع شرح الروض المربع» أ.د. أحمد الخليل.[11]
- «البيان الممتع في شرح الروض المربع» أ.د. سامي الصقير.

## الحواشي
- حاشية ابن فيروز (ت: 1205هـ) في مجلدين.[12]
- حاشية أبابطين (ت: 1282هـ) في مجلدين.[13]
- حاشية العنقري (ت: 1373هـ) في 6 مجلدات.[14]
- حاشية السعدي (ت: 1376هـ) في مجلد.[15]
- حاشية محمد المرّي (ت: 1388هـ) في مجلد.[16]
- حاشية ابن قاسم (ت: 1392هـ) في 7 مجلدات.[17]
- حواشي علماء نجد في 9 مجلدات.[18]
- حاشية علماء آل سَليم في 3 مجلدات.
- حاشية آل عيسى.